# Benzoesäurebutylester
Benzoesäurebutylester (Butylbenzoat) ist eine chemische Verbindung aus der Gruppe der Carbonsäureester.

## Gewinnung und Darstellung
Benzoesäurebutylester kann durch Veresterung aus Benzoesäure und Butanol mit Schwefelsäure und Benzol gewonnen werden.

## Eigenschaften
Benzoesäurebutylester ist eine klare farblose Flüssigkeit mit schwach aromatischem Geruch. Sie besitzt eine Viskosität von 3,97 mPa·s bei 20 °C.

## Verwendung
Benzoesäurebutylester wird für Farbstoffträger für Synthesefasern, Weichmacher und als Lösungsmittel für Zelluloseether verwendet.